# Акулиновское сельское поселение
Акули́новское се́льское поселе́ние — муниципальное образование в Борисовском районе Белгородской области России.
Административный центр — село Акулиновка.

## История
Акулиновское сельское поселение образовано 20 декабря 2004 года в соответствии с Законом Белгородской области № 159.

## Население
| 2010 | 2011 | 2012 | 2013 | 2014 | 2015 | 2016 | 2017 | 2018 |
| ---- | ---- | ---- | ---- | ---- | ---- | ---- | ---- | ---- |
| 604  | ↘602 | ↘593 | ↗597 | ↘586 | ↗598 | ↗632 | ↗639 | ↘619 |
| 2019 | 2020 | 2021 |      |      |      |      |      |      |
| ↘614 | ↘606 | ↘487 |      |      |      |      |      |      |

## Состав сельского поселения
| № | Населённый пункт | Тип населённого пункта       | Население |
| - | ---------------- | ---------------------------- | --------- |
| 1 | Акулиновка       | село, административный центр | ↘462      |
| 2 | Никитское        | село                         | ↘142      |